# 国道325号
国道325号（こくどう325ごう）は、福岡県久留米市から宮崎県西臼杵郡高千穂町に至る一般国道である。

## 概要
起点から熊本県山鹿市までは国道3号と重複する。
路線は大まかに、山鹿市から菊池郡大津町の区間、南郷谷（阿蘇山のカルデラ盆地）を横断する区間、南阿蘇と高千穂を最短距離で結ぶ区間にわかれる。
以前は宮崎県西臼杵郡高千穂町田原地区および県境付近に離合困難な狭隘路があったが、寧静ループ橋や玄武山トンネルといったバイパス道路の建設により、全線において両側2車線が確保されている。

### 路線データ

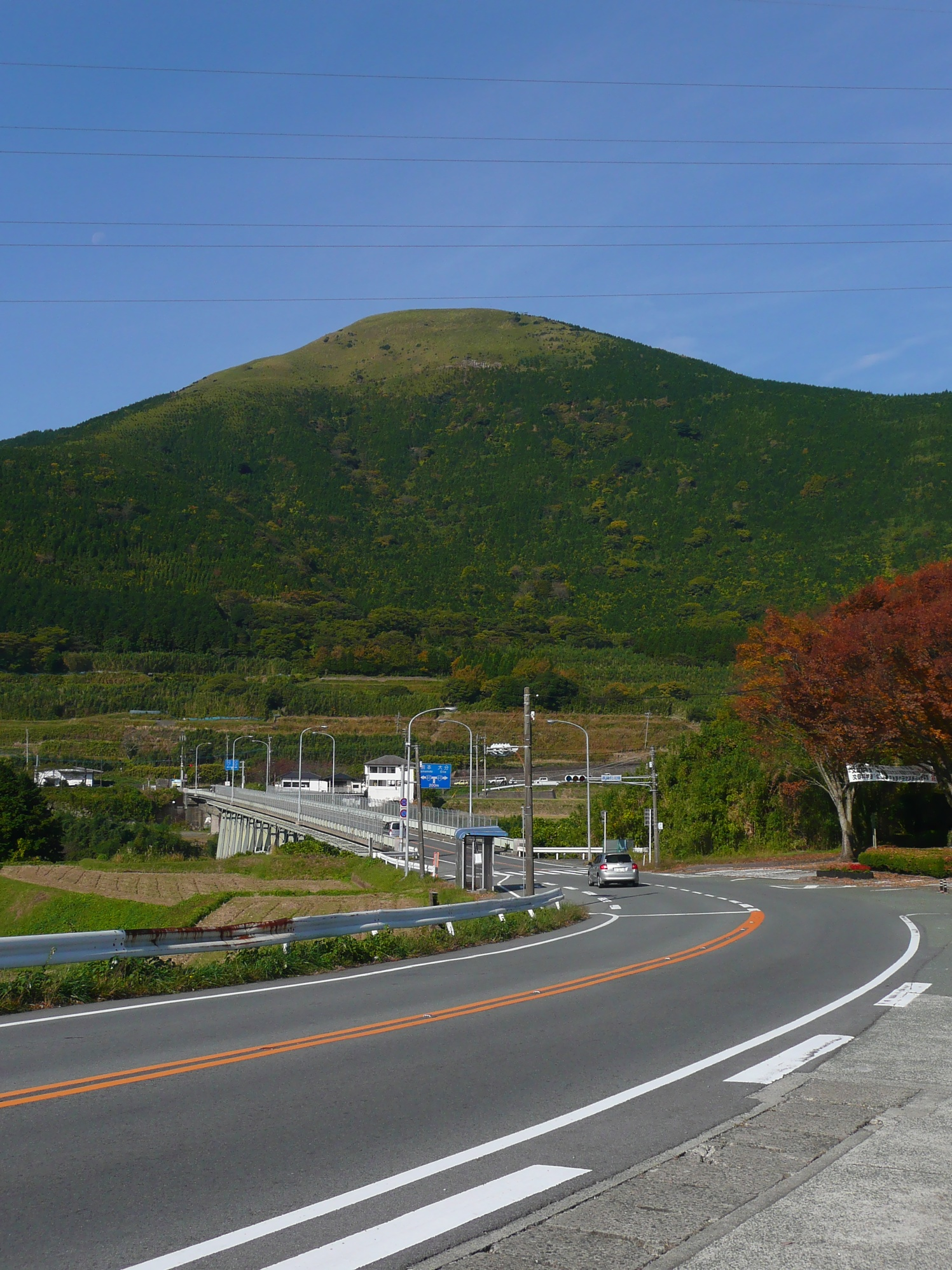
熊本県南阿蘇村（阿蘇大橋付近、2009年撮影）

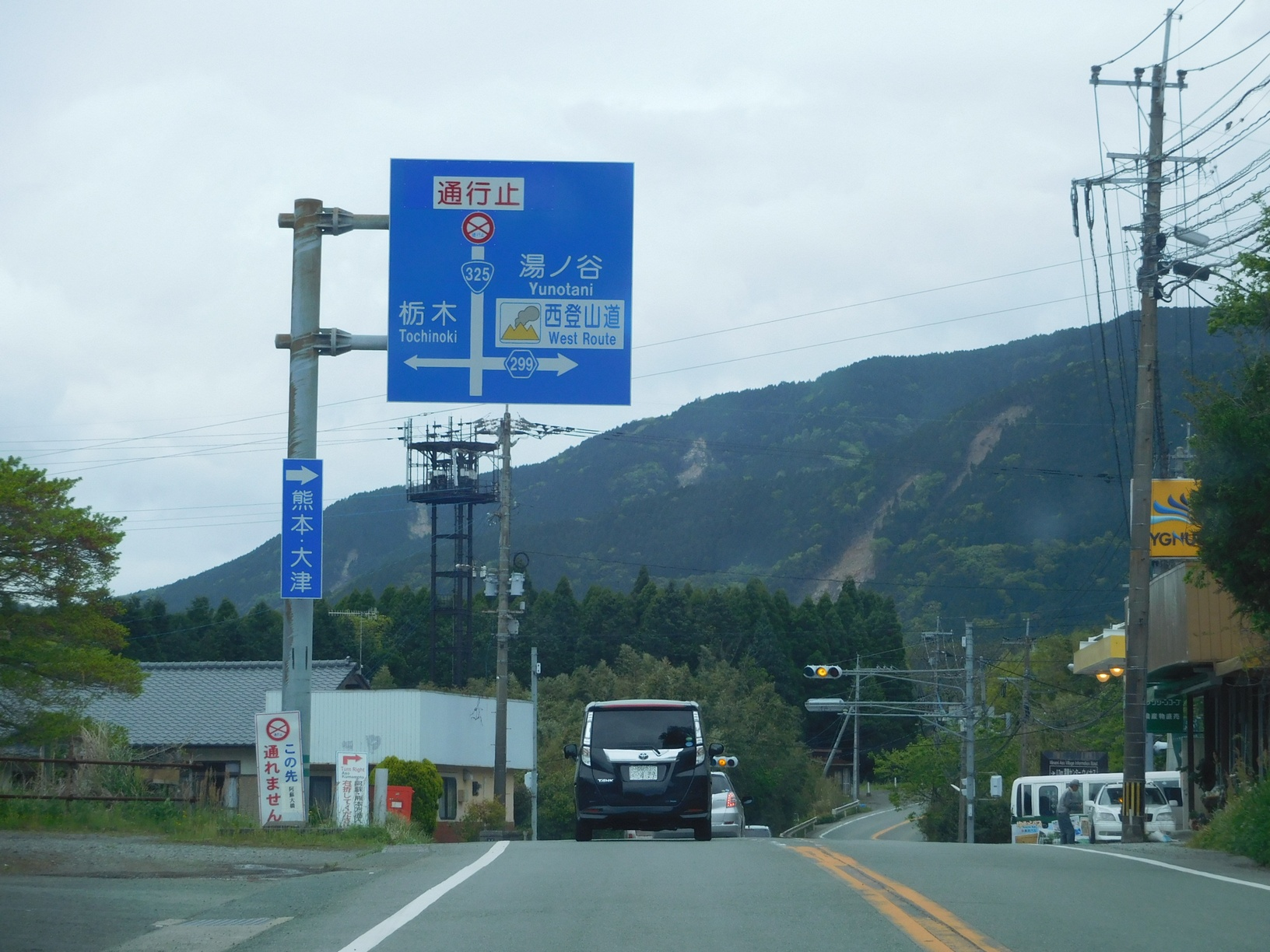
南阿蘇村・栃木温泉付近（2017年撮影、阿蘇長陽大橋復旧前）

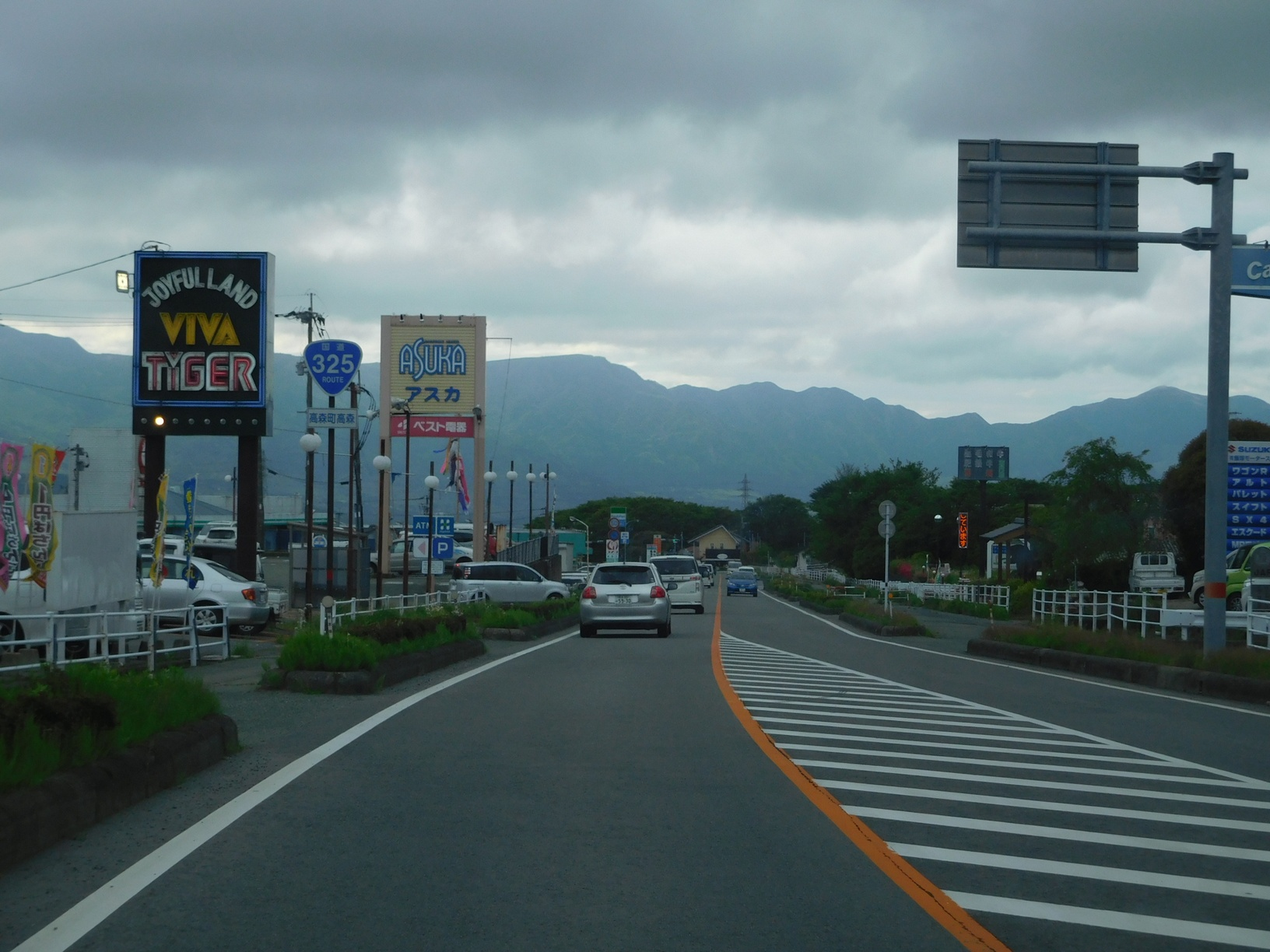
熊本県高森町街（熊本市方面）

一般国道の路線を指定する政令に基づく起終点および重要な経過地は次のとおり。
- 起点：久留米市（東町交差点 = 国道3号上、国道209号・国道322号終点）
- 終点：宮崎県西臼杵郡高千穂町（総合公園前交差点 = 国道218号交点）
- 重要な経由地：八女市、山鹿市、菊池市、熊本県菊池郡大津町、同県阿蘇郡長陽村[注釈 2]、同郡高森町
- 総延長 : 132.8 km（福岡県 29.0 km、熊本県 90.6 km、宮崎県 13.2 km）重用延長を含む。[2][注釈 3]
- 重用延長 : 63.1 km（福岡県 29.0 km、熊本県 34.2 km、宮崎県 - km）[2][注釈 3]
- 未供用延長 : なし[2][注釈 3]
- 実延長 : 69.6 km（福岡県 - km、熊本県 56.4 km、宮崎県 13.2 km）[2][注釈 3]
  - 現道 : 69.2 km（福岡県 - km、熊本県 56.0 km、宮崎県 13.2 km）[2][注釈 3]
  - 旧道 : 0.4 km（福岡県 - km、熊本県 0.4 km、宮崎県 - km）[2][注釈 3]
  - 新道 : なし[2][注釈 3]
- 指定区間：国道3号・国道57号と重複する区間（福岡県久留米市・東町交差点（起点） - 熊本県山鹿市・山鹿中央通交差点、熊本県菊池郡大津町・室交差点 - 阿蘇郡南阿蘇村・新阿蘇大橋交差点）[3]

## 歴史
- 1970年（昭和45年）4月1日 - 一般国道325号（久留米市 - 宮崎県西臼杵郡高千穂町）として認定。
- 2016年（平成28年）4月16日 - 熊本地震の影響で阿蘇大橋が崩落により寸断[4][5]。
- 2021年（令和3年）3月7日 - 熊本地震の影響で寸断されていた区間に新阿蘇大橋が開通し寸断が解消[6][7][8][9]。
- 2023年（令和5年）7月3日 - 梅雨前線による集中豪雨で、宮崎県西臼杵郡高千穂町下野地内の道路脇斜面が崩落。一時通行止め[10]。

## 路線状況

### バイパス
- 田原バイパス[11]

宮崎県西臼杵郡高千穂町河内から同町上野に至る、全長6.7 kmの道路である。2004年（平成16年）4月、全線の供用を開始した。
起点で大分県道・熊本県道・宮崎県道8号竹田五ヶ瀬線と、終点で宮崎県道204号下野鹿狩戸線とそれぞれ接している。
- 河内バイパス[12][13]

宮崎県西臼杵郡高千穂町大字河内にある、全長1.1 kmの道路である。2011年（平成23年）12月、全線の供用を開始した。
急カーブや勾配があり線形が悪いことから特に大型車の通行のネックとされた区間を短絡している。当道路の当初の事業費は約25億円と試算され、維持管理費を含めた費用便益比は2.0であるとされた。なお、最終的な事業費は約31億円となっている。
- 上野バイパス
- 高森バイパス

### 重複区間
- 国道3号（福岡県久留米市東町・東町交差点（起点） - 熊本県山鹿市中央通・山鹿中央通交差点）
- 国道443号（熊本県山鹿市中央通・山鹿中央通交差点 - 菊池郡大津町大字室・大津町室交差点）
- 国道387号（熊本県菊池市北原・下北原交差点 - 菊池市北原・北原交差点）
- 国道57号（熊本県菊池郡大津町室・大津町室交差点 - 阿蘇郡南阿蘇村大字立野・新阿蘇大橋交差点）
- 国道265号・国道503号（熊本県阿蘇郡高森町大字高森 - 上益城郡山都町柳・山都町柳交差点）

### 道路施設

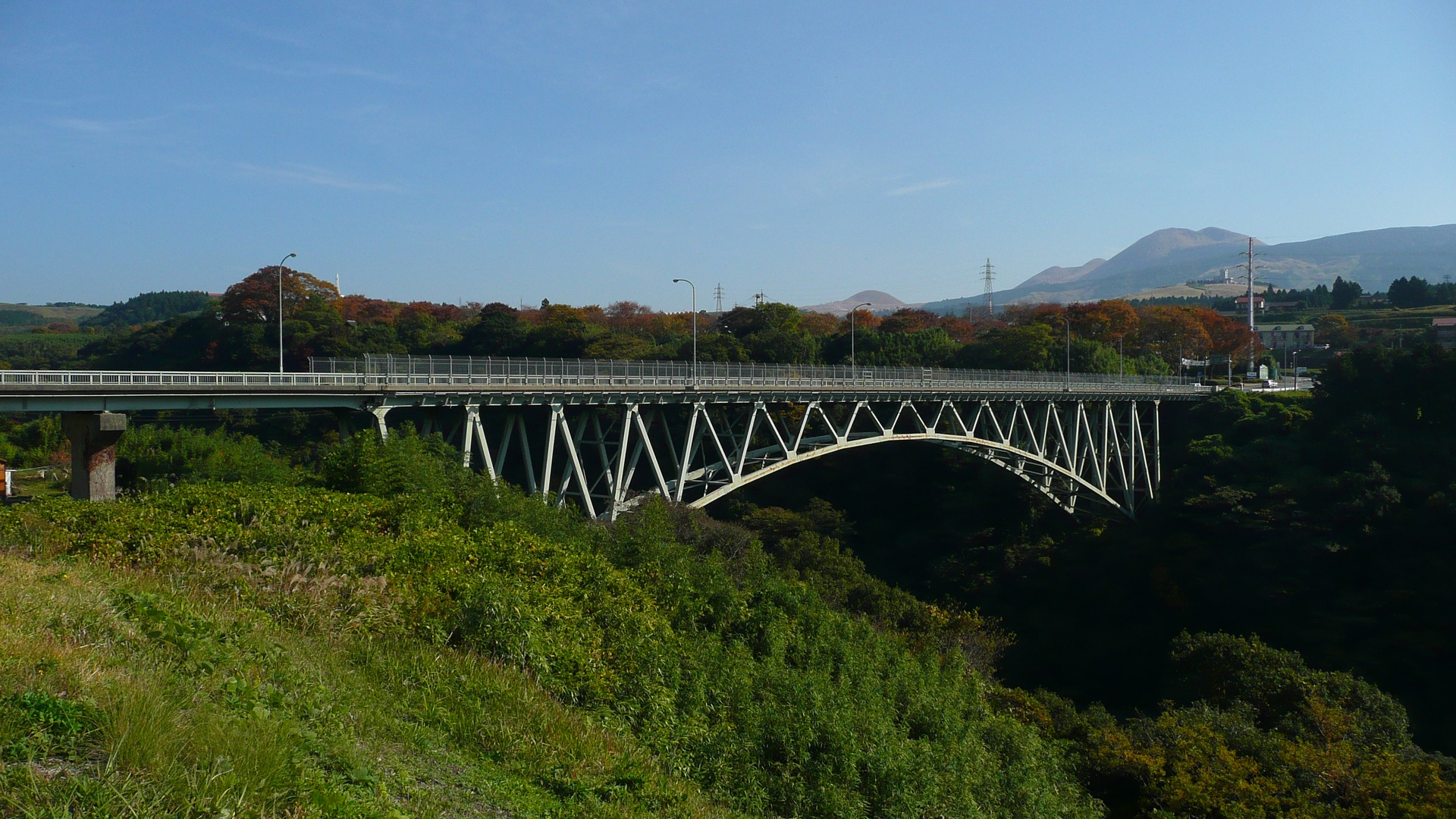
阿蘇大橋（2009年撮影）。2016年4月16日の平成28年熊本地震で発生した地盤のずれにより崩落した。

#### 橋梁
- 熊本県
  - 奥阿蘇大橋
  - 新阿蘇大橋（阿蘇郡南阿蘇村大字立野）
  - 寧静ループ橋（阿蘇郡高森町 - 宮崎県西臼杵郡高千穂町）
- 宮崎県
  - 田原新橋（西臼杵郡高千穂町、田原バイパスにある）

#### トンネル
- 起雲山トンネル
- 内山トンネル
- 高森峠隧道（国道265号と重複）
- 草部トンネル（熊本県）
- 玄武山トンネル（宮崎県、田原バイパスにある）

#### 道の駅
すべての道の駅が、他の国道との重複区間に位置している。
- 福岡県
  - たちばな（八女市、国道3号重複区間内）
- 熊本県
  - 鹿北（山鹿市、国道3号重複区間内）
  - 水辺プラザかもと（山鹿市、国道443号重複区間内[注釈 4]）
  - 七城メロンドーム（菊池市、国道443号重複区間内[注釈 4]）
  - 旭志（菊池市、国道443号重複区間内[注釈 4]）
  - 大津（菊池郡大津町、国道57号重複区間内）

## 地理

### 通過する自治体
- 福岡県
  - 久留米市 - 八女郡広川町 - 八女市
- 熊本県
  - 山鹿市 - 菊池市 - 菊池郡大津町 - 阿蘇郡南阿蘇村 - 阿蘇郡高森町 - 上益城郡山都町 - 阿蘇郡高森町
- 宮崎県
  - 西臼杵郡高千穂町

### 交差する道路
| 交差する道路                                                    | 都道府県名 | 市町村名 | 市町村名 | 交差する場所 | 交差する場所                                 |
| --------------------------------------------------------------- | ---------- | -------- | -------- | ------------ | -------------------------------------------- |
| 国道3号 重複区間起点 国道209号 国道322号                        | 福岡県     | 久留米市 | 久留米市 | 東町         | 東町交差点 / 起点                            |
| 福岡県道750号御井諏訪野線                                       | 福岡県     | 久留米市 | 久留米市 | 諏訪野町     |                                              |
| 福岡県道728号南久留米停車場線                                   | 福岡県     | 久留米市 | 久留米市 | 諏訪野町     |                                              |
| 福岡県道752号藤山国分一丁田線 福岡県道753号一丁田久留米停車場線 | 福岡県     | 久留米市 | 久留米市 | 諏訪野町     | 諏訪野町一丁田交差点                         |
| 福岡県道755号安武本国分線                                       | 福岡県     | 久留米市 | 久留米市 | 国分町       | 刈原交差点                                   |
| 福岡県道86号久留米筑後線 重複区間起点                           | 福岡県     | 久留米市 | 久留米市 | 上津町       |                                              |
| 福岡県道86号久留米筑後線 重複区間終点                           | 福岡県     | 久留米市 | 久留米市 | 上津町       | 二軒茶屋交差点                               |
| 福岡県道82号久留米立花線                                        | 福岡県     | 久留米市 | 久留米市 | 上津町       |                                              |
| E3 九州自動車道 福岡県道84号三潴上陽線 重複区間起点             | 福岡県     | 八女郡   | 広川町   | 大字新代     | 工業団地入口交差点 10-1 広川インターチェンジ |
| 福岡県道84号三潴上陽線                                          | 福岡県     | 八女郡   | 広川町   | 大字新代     | 川瀬交差点                                   |
| 熊本県道・福岡県道4号玉名八女線                                 | 福岡県     | 八女市   | 八女市   | 本村         | 本村北交差点                                 |
| 国道442号                                                       | 福岡県     | 八女市   | 八女市   | 大島         | 大島交差点                                   |
| 福岡県道96号八女瀬高線 福岡県道795号湯辺田八女線                | 福岡県     | 八女市   | 八女市   | 納楚         | 納楚交差点                                   |
| 福岡県道715号湯辺田瀬高線 重複区間起点                          | 福岡県     | 八女市   | 八女市   | 立花町山崎   |                                              |
| 福岡県道715号湯辺田瀬高線 重複区間終点                          | 福岡県     | 八女市   | 八女市   | 立花町谷川   | 働く女性の家交差点                           |
| 福岡県道82号久留米立花線                                        | 福岡県     | 八女市   | 八女市   | 立花町兼松   |                                              |
| 福岡県道796号吹春本分線                                         | 福岡県     | 八女市   | 八女市   | 立花町下辺原 | 吹春交差点                                   |
| 福岡県道805号白木上辺春線                                       | 福岡県     | 八女市   | 八女市   | 立花町上辺原 | 長瀬三ツ角交差点                             |
| 熊本県道・福岡県道6号玉名立花線                                 | 福岡県     | 八女市   | 八女市   | 立花町上辺原 |                                              |
| 福岡県道・熊本県道13号黒木鹿北線                                | 熊本県     | 山鹿市   | 山鹿市   | 鹿北町岩野   |                                              |
| 熊本県道18号菊池鹿北線                                          | 熊本県     | 山鹿市   | 山鹿市   | 鹿北町岩野   | 鹿北町岩野交差点                             |
| 熊本県道197号津留鹿本線                                         | 熊本県     | 山鹿市   | 山鹿市   | 津留         | 金堀交差点                                   |
| 国道443号 重複区間起点 熊本県道200号畑中山鹿線                  | 熊本県     | 山鹿市   | 山鹿市   | 山鹿         | 西上町交差点                                 |
| 国道3号 重複区間終点 熊本県道16号玉名山鹿線                     | 熊本県     | 山鹿市   | 山鹿市   | 中央通       | 中央通り交差点                               |
| 熊本県道301号方保田山鹿線                                       | 熊本県     | 山鹿市   | 山鹿市   | 山鹿         | 上広町交差点                                 |
| 熊本県道198号田底鹿本線                                         | 熊本県     | 山鹿市   | 山鹿市   | 鹿本町御宇田 | 鹿本町御宇田交差点                           |
| 熊本県道197号津留鹿本線                                         | 熊本県     | 山鹿市   | 山鹿市   | 鹿本町来民   |                                              |
| 大分県道・熊本県道9号日田鹿本線 熊本県道138号辛川鹿本線         | 熊本県     | 山鹿市   | 山鹿市   | 鹿本町来民   | 鹿本町来民交差点                             |
| 熊本県道37号熊本菊鹿線                                          | 熊本県     | 菊池市   | 菊池市   | 七城町辺田   |                                              |
| 熊本県道139号旭志鹿本線                                         | 熊本県     | 菊池市   | 菊池市   | 七城町辺田   | 七城町辺田交差点                             |
| 国道387号 重複区間起点 熊本県道18号菊池鹿本線                   | 熊本県     | 菊池市   | 菊池市   | 北原         | 下北原交差点                                 |
| 国道387号 重複区間終点                                          | 熊本県     | 菊池市   | 菊池市   | 北原         | 北原交差点                                   |
| 熊本県道139号旭志鹿本線 重複区間起点                            | 熊本県     | 菊池市   | 菊池市   | 赤星         | 赤星交差点                                   |
| 熊本県道139号旭志鹿本線 重複区間終点                            | 熊本県     | 菊池市   | 菊池市   | 甲森北       |                                              |
| 熊本県道204号西古閑泗水線                                       | 熊本県     | 菊池市   | 菊池市   | 甲森北       |                                              |
| 熊本県道329号原植木線                                           | 熊本県     | 菊池市   | 菊池市   | 旭志伊坂     | 旭志伊坂交差点                               |
| 熊本県道329号原植木線 / 旧道                                    | 熊本県     | 菊池市   | 菊池市   | 旭志伊坂     |                                              |
| 熊本県道49号熊本大津線                                          | 熊本県     | 菊池郡   | 大津町   | 大字杉水     |                                              |
| 熊本県道30号大津植木線 重複区間起点 熊本県道341号大津西合志線   | 熊本県     | 菊池郡   | 大津町   | 大字室       |                                              |
| 熊本県道30号大津植木線 重複区間終点                             | 熊本県     | 菊池郡   | 大津町   | 大字室       |                                              |
| 国道57号 重複区間起点                                           | 熊本県     | 菊池郡   | 大津町   | 大字室       | 大津町室交差点                               |
| 熊本県道202号矢護川大津線 重複区間起点                          | 熊本県     | 菊池郡   | 大津町   | 大字大津     | 大津町大津交差点                             |
| 熊本県道202号矢護川大津線 重複区間終点                          | 熊本県     | 菊池郡   | 大津町   | 大字引水     |                                              |
| 熊本県道30号大津植木線                                          | 熊本県     | 菊池郡   | 大津町   | 大字引水     | 引水交差点                                   |
| 熊本県道225号山西大津線 熊本県道339号北外輪山大津線             | 熊本県     | 菊池郡   | 大津町   | 大字引水     | ミルクロード入口交差点                       |
| 熊本県道208号外牧大林線                                         | 熊本県     | 菊池郡   | 大津町   | 大字大林     |                                              |
| 熊本県道207号瀬田竜田線                                         | 熊本県     | 阿蘇郡   | 南阿蘇村 | 大字立野     | 阿蘇口交差点                                 |
| 熊本県道174号立野停車場線                                       | 熊本県     | 阿蘇郡   | 南阿蘇村 | 大字立野     |                                              |
| 南阿蘇村道栃の木・立野線                                        | 熊本県     | 阿蘇郡   | 南阿蘇村 | 大字立野     | 長陽大橋ルート経由                           |
| 国道57号 重複区間終点                                           | 熊本県     | 阿蘇郡   | 南阿蘇村 | 大字立野     | 新阿蘇大橋交差点                             |
| 熊本県道299号草千里浜栃木線 南阿蘇村道栃の木・立野線            | 熊本県     | 阿蘇郡   | 南阿蘇村 | 大字河陽     |                                              |
| 熊本県道149号河陰阿蘇線                                         | 熊本県     | 阿蘇郡   | 南阿蘇村 | 大字河陽     |                                              |
| 熊本県道39号矢部阿蘇公園線                                      | 熊本県     | 阿蘇郡   | 南阿蘇村 | 大字中松     |                                              |
| 熊本県道111号阿蘇吉田線                                         | 熊本県     | 阿蘇郡   | 南阿蘇村 | 大字一関     |                                              |
| 国道265号 重複区間起点 国道503号 重複区間起点                   | 熊本県     | 阿蘇郡   | 高森町   | 大字高森     |                                              |
| 熊本県道28号熊本高森線                                          | 熊本県     | 阿蘇郡   | 高森町   | 大字高森     | [ 注釈 6 ]                                   |
| 国道265号 重複区間終点 国道503号 重複区間終点                   | 熊本県     | 上益城郡 | 山都町   | 柳           | 山都町柳交差点                               |
| 熊本県道212号津留柳線                                           | 熊本県     | 上益城郡 | 山都町   | 柳           |                                              |
| 熊本県道218号上色見草部線未供用                                 | 熊本県     | 阿蘇郡   | 高森町   | 大字草部     |                                              |
| 大分県道・熊本県道・宮崎県道8号竹田五ヶ瀬線 重複区間起点        | 宮崎県     | 西臼杵郡 | 高千穂町 | 大字河内     |                                              |
| 大分県道・熊本県道・宮崎県道8号竹田五ヶ瀬線 重複区間終点        | 宮崎県     | 西臼杵郡 | 高千穂町 | 大字河内     |                                              |
| 宮崎県道204号下野鹿狩戸線                                       | 宮崎県     | 西臼杵郡 | 高千穂町 | 大字下野     | 下野交差点                                   |
| 国道218号                                                       | 宮崎県     | 西臼杵郡 | 高千穂町 | 大字三田井   | 総合公園前交差点 / 終点                      |

### 交差する鉄道
- 久大本線
- 豊肥本線